# Année zéro
Cet article possède des paronymes, voir Allemagne année zéro et Cambodge année zéro.
Pour les articles homonymes, voir Zéro (homonymie).
Les astronomes et les normes internationales utilisent une année zéro, mais pas les historiens. Ces derniers passent dans leurs chronologies de l'année -1 à l'année 1 sans année 0 intermédiaire.

## L'année zéro des astronomes
Une année zéro a été inventée par l'astronome Jacques Cassini en 1740 dans ses Tables astronomiques.

En astronomie et plus particulièrement dans les calculs d'éphémérides, l'« année zéro » est donc celle qui précède immédiatement la première année de l'ère chrétienne.
Contrairement aux calendriers chrétiens et autres calendriers dépourvus d’année zéro, le calendrier des astronomes a l’avantage de préserver la règle de calcul suivante : une période s’étendant d’une date de l’année m à la même date de l’année n a une durée de n-m années (même dans le cas où m < 0 et n > 0).
En particulier, l’intervalle de temps séparant le 1er mars -4 du 1er mars +4 du calendrier astronomique dure bien huit ans, tandis que l’intervalle séparant ces mêmes dates dans un calendrier dépourvu d’année zéro, ne dure que sept ans.

## L'année zéro de l'organisation internationale de normalisation
La norme ISO 8601:2004, elle, utilise aussi une année zéro (sous la notation [0000]) dans son système de références de dates. Elle utilise d'autre part le calendrier grégorien proleptique, ce qui signifie que le calendrier grégorien est appliqué aux années antérieures à 1582, et aucune date n'est retirée de l'année 1582. La norme signale toutefois que l'usage du calendrier grégorien proleptique pour les années avant l'introduction du calendrier grégorien doit faire l'objet d'un accord entre les parties lors d'un échange d'information.
 
L'usage des historiens veut que l'on utilise plutôt le calendrier julien pour ces dates.

## Pas d'année zéro dans les calendriers chrétiens
Dans les calendriers chrétiens (julien réformé avec Anno Domini ou grégorien), ainsi que dans la plupart des calendriers autres que scientifiques, dont ceux utilisés par les historiens, il n’y a pas d’année zéro, mais néanmoins un instant zéro (le nom des années est un ordinal, pas un cardinal), censé correspondre, approximativement, à la naissance de Jésus-Christ. On appelle Anno Domini l’année commençant à cet instant (l'an 1, première année après la naissance de Jésus). L’année précédant l’an 1 (première année avant la naissance de Jésus) est elle notée 1 av. J.-C. ou parfois de nos jours simplement -1 (la découverte des nombres négatifs en Occident est postérieure à l’institution des calendriers chrétiens). Ainsi, le calendrier passe directement de l’an 1 av. J.-C. à l’an 1, sans année 0.

### Origine du choix de la date de départ des calendriers chrétiens
C'est Denys le Petit, moine scythe, mort à Rome en 540, qui propose de rattacher le calendrier à la vie du Christ, ce qui n'était pas le cas jusqu'alors (on comptait conformément à l'usage romain, c'est-à-dire à partir de la fondation de Rome en 753 av. J.-C., ab urbe condita).
Et, c'est à partir du 1er janvier de l'an 1, jour de la circoncision du Christ né sept jours avant selon Denys, et sept ans avant selon Johannes Kepler, que l’Église catholique a donc décidé en l'an 532 de compter les années de notre ère chrétienne (l'année 2015 apr. J.-C. étant la 2015e année après la circoncision du Christ et non après sa naissance).
La date de naissance de Jésus calculée par Denys le Petit (25 décembre 1 av. J.-C.) a depuis été rejetée, notamment du fait de l'incertitude résultant des multiples réformes du calendrier romain ; les historiens retiennent aujourd'hui l'an 6 av. J.-C. comme date la plus vraisemblable, la fourchette la plus probable allant de 9 av. J.-C. à 2 apr. J.-C. À la fin du XIXe siècle Arthur Loth, un archiviste-paléographe ayant consacré ses recherches à la vie de Jésus, soutient que l'an 1 n'est pas l'an 1 mais l'an -4, autrement dit que le Christ est né au début de l'an -4 et non une semaine avant l'an un comme le veut la tradition.
La proposition de Denys le Petit est d'emblée adoptée par l'Église (en 532), puis se généralise au VIIIe siècle, et, à partir de l'an 1000, seul ce calendrier figure sur les actes officiels. Il faut noter que le nombre 532 est justement le nombre d'années d'un cycle complet pour le calcul de la date de Pâques dans le calendrier julien ( 4 x 7 x 19 = 532, soit 4 pour le nombre d'années d'une année bissextile à l'autre, 7 pour le nombre de jours de la semaine, et 19 pour les 19 ans du cycle de Méton, soit du retour des phases lunaires aux mêmes dates de l'année ).

### Le calendrier des siècles et les millénaires, sans année zéro
Le premier siècle d’un calendrier chrétien est l’intervalle de temps d’une durée de cent ans commençant en l’instant zéro. Il s’étend donc de l’an 1 à l’an 100 inclus. Les siècles suivants s’étendent ainsi de l’an 101 à l’an 200 inclus, de l’an 201 à l’an 300 inclus, de l’an 301 à l’an 400 inclus, de l’an 401 à l’an 500 inclus... du 1er janvier de l’an 1801 au 31 décembre de l’an 1900 inclus, du 1er janvier de l’an 1901 au 31 décembre de l’an 2000 inclus, etc.
De même, le premier siècle précédant l’instant zéro s’étend de l’an -100 à l’an -1 inclus.
Arthur C. Clarke écrit « 2001, l'Odyssée de l'espace » en choisissant pour la date de son intrigue la première année du troisième millénaire. Son opus « 2010 : Odyssée deux » fait référence à la dernière année de la première décennie du XXIe siècle.
Victor Hugo est né le 26 février 1802, à 22 h 30. En écrivant dans Les Feuilles d'automne que « Ce siècle avait deux ans ! » au moment de sa naissance, le poète a commis une erreur, ou bien une approximation, car, à cette date, le XIXe siècle était au début de sa deuxième année et n'avait donc qu'1 an, 56 jours, 22 heures et 30 minutes.
 

## Littérature et cinéma
- Allemagne année zéro (Germania anno zero) est un film italien réalisé par Roberto Rossellini, sorti en 1948.
- Mémoire année zéro est un livre d’Emmanuel Hoog paru en 2009 aux éditions du Seuil.
- Démocratie année zéro est un film documentaire belgo-franco-tunisien.
- Homeland : Irak année zéro est un film documentaire en deux parties, écrit et réalisé par le cinéaste franco-irakien Abbas Fahdel.